# Zdenko Babić
Zdenko Babić, hrvatski bivši košarkaš.

## Klupska karijera
Igrao je za polovicom 1980-ih za Zadar. Sa Zadrom je osvojio iznenađujući naslov prvaka sezone 1985./86. Te se sezone već prije proslavio postavivši svjetski rekord po broju postignutih koševa na jednoj utakmici. Zadar je igrao u Kupu Radivoja Koraća protiv ciparskog Apoela iz Nikozije. Dogovorom obiju momčadi, zbog smanjenja troškova, obje su se utakmice odigrale u Zadru. Prva je utakmica bila gotovo 80 razlike za Zadar. Tad se netko od igrača dosjetio da se sruši svjetski rekord. Dogovorili su se da netko od igrača uz potporu ostalih pokuša postići više koševa nego Dražen Petrović nekoliko dana prije (112). Trener Đurović se suglasio, no momčad nije vodio jer je taj dan bio bolestan pa je Zadrane vodio pomoćnik Branko Šuljak. Odustali su redom predloženici Popović, Matulović, Mlađan, Pahlić... Na kraju je čast dopala igrača koji je bio zadnji na popisu stavljanja u igru, na Babića. Babić je tad bio edan od najboljih i najtalentiranijih mladih igrača u Jugoslaviji. Publika je shvatila tijekom igre šta igrači smjeraju. Glas se munjevito pronio putem radio prijamnika, te se je od početnih 500-injak gledatelja dvorana u Jazinama napunila do početka drugog poluvremena. Žestokim klicanjem poticali igrače i ovacijama pratili svaki Babićev pogodak. Na utakmici je zabio 144 koša u samo 26 minuta igre, od čega 28 trica, 16 dvica i 28 slobodnih bacanja. Babićev rezultat ima svoju težinu u usporedbi s nekim rekordima ostvarenim prije, jer su ti drugi rekordi postignuti u utakmicama mlađih selekcija i na amaterskoj razini, dok je Babićev rekord postignut u europskom kupu. Babić je karijeru nastavio u puljskim Gradinama, pa u švicarskome Beauregardu. Zatim je otišao braniti Hrvatsku od velikosrpske agresije. Danas je vojni umirovljenik, daleko od košarke.